# Squatina albipunctata
Squatina albipunctata es una especie de elasmobranquio escuatiniforme de la familia Squatinidae.